# Плиоцен
Плиоценска епоха (плеиоцен у неким старијим текстовима) је период геолошке хронологије од пре 5,3 милиона до пре 1,8 милиона година.
Плиоцен је друга епоха неогенског периода кенозојске ере. Плиоцен следи миоценску епоху и претходи плеистоценској епохи.
Плиоцен назив је дао Сир Чарлс Лyел. Име долази од грчких речи πλεῖον („више”) и καινός („нов”) и грубо се може превести као „наставак недавног” те се односи на фауну модерних морских мекушаца.
Као и код других геолошких периода, геолошке страте које дефинишу почетак и крај су релативно добро идентифициковане, али тачни датуми почетка и краја епохе нису сигурни. Границе које дефинишу почетак плиоцена нису лако одређене једним великим глобалним догађајем него низом регионалних граница између топлијег миоцена и релативног хладнијег плиоцена. Горњу границу је некад требало да означава почетак плеистоценске глацијације, али се данас сматра да је она одређена прекасно. Већина геолога сматра кориснијим ширу поделу на палеоген и неоген.
Астрономи сумњају како је велика супернова експлодирала у близини Земље те изазвала велики поремећај у озонском омотачу те изумирање неких облика океанског живота.

## Плиоценске подподеле
Плиоцен је епоха неогена и према подели Међународне комисије за стратиографију (ICS) из 2018. дели се на два века: пјачентиј и занклиј.
| Периода  | Епоха      | Век        | Почетак (Ma) | Крај (Ma) |
| -------- | ---------- | ---------- | ------------ | --------- |
| Квартар  | Плеистоцен | Желасиј    | 2,58         | 1,8       |
| Неоген   | Плиоцен    | Пјачентиј  | 3,6          | 2,58      |
| Неоген   | Плиоцен    | Занклиј    | 5,333        | 3,6       |
| Неоген   | Миоцен     | Месиниј    | 7,246        | 5,333     |
| Неоген   | Миоцен     | Тортониј   | 11,63        | 7,246     |
| Неоген   | Миоцен     | Серавалиј  | 13,82        | 11,63     |
| Неоген   | Миоцен     | Лангиј     | 15,97        | 13,82     |
| Неоген   | Миоцен     | Бурдигалиј | 20,44        | 15,97     |
| Неоген   | Миоцен     | Аквитаниј  | 23,03        | 20,44     |
| Палеоген | Олигоцен   | Хатиј      | 27,82        | 23,03     |

### Старија подела
Према старијој подели Међународне комисије за стратиографију, стадијуми фауне плиоцена од најмлађег ка најстаријем су:
| Периода | Епоха      | Век | Почетак (Ma) | Крај (Ma) |
| ------- | ---------- | --- | ------------ | --------- |
| Неоген  |            |     |              |           |
| Плиоцен | Желасиј    |     |              |           |
| Плиоцен | Пјачентиј  |     |              |           |
| Плиоцен | Занклиј    |     |              |           |
| Миоцен  | Понтиј     |     |              |           |
| Миоцен  | Панониј    |     |              |           |
| Миоцен  | Сарматиј   |     |              |           |
| Миоцен  | Бадениј    |     |              |           |
| Миоцен  | Карпатиј   |     |              |           |
| Миоцен  | Отнангиј   |     |              |           |
| Миоцен  | Егенбургиј |     |              |           |
| Миоцен  | Егериј     |     |              |           |

Плиоценски фаунални стадијуми према још једној старијој подели од најмлађег према најстаријем су:
| Геласиј   | (пре 2,588 – 1,806 милиона година) |
| Пјачентиј | (пре 3,600 – 2,588 милиона година) |
| Занклиј   | (пре 5,332 – 3,600 милиона година) |

## Плиоценска клима
Клима је постала хладнија, сувља и одређена годишњим добима, слично модерној клими. Антарктик је постала покривена ледом и трајном глацијацијом на почетку плиоцена. Стварање арктичке поларне капе пре 3 милиона година је означено наглом променом нивоа изотопа кисеоника и ледом обликованог камења на дну Северног Атлантика и Северног Пацифика (Ван Андел 1994, pp. 226). Глацијација на средњим географским ширинама вероватно започела пре завршетка епохе.

## Плиоценска палеогеографија
Континенти су се наставили померати према својим данашњим позицијама, па се верује да су период започели удаљени 250 km од својих данашњних локација да би га завршили 70 км од данашњих локација. Јужна Америка се спојила са Северном Америком преко Панамске превлаке за време плиоцена, тако довевши до готово потпуног истребљења специфичне торбарске фауне Јужне Америке. Стварање превлаке имало је важан ефект на глобалну температуру, јер су топле екваторијалне струје биле пресечене те тако започео циклус хлађења изолованог Атлантика преко хладних арктичких и антарктичких струја.
Судар Африке с Европом је створио Средоземно море, одсекавши остатке океана Тетис.
Смањен ниво мора је створио копнени мост између Аљаске и Азије.
Плиоценске морске стене су прилично добро изложене у Медитерану, Индији и Кини. Другде су изложене углавном на обалама мора.

## Плиоценска флора
Промена према хладнијој, сувљој и сезонској клими је имала значајан ефект на плиоценску вегетацију, смањујући присуство тропских врста широм света. Листопадне шуме су цвале, а зимзелене шуме и тундра су покривале велики део севера, а трава се проширила на све континенте (осим Антарктика). Тропске шуме су биле ограничене на мали појас око екватора, а уз суве саване, пустиње су се појавиле у Азији и Африци.

## Плиоценска фауна
И морске и континенталне фауне су биле у суштини модерне, иако су континенталне фауне биле видљиво примитивније него данас. Први препознатљиви хоминини, аустралопитекуси, су се појавили у плиоцену.
Судари копнени маса су довели до великих миграција и мешања претходно изолованих врста. Биљоједи су постали већи, исто као и специјализовани грабљивци.

## Сисари
У Северној Америци су се глодари, велики мастодонти и гомфотерији те опосуми наставили развијати, док су копитари почели нестајати, што укључује популације дева, јелена и коња. Носорози, тапири и каликотерији су изумрли. Месождери из породице ласица су се разгранали, а пси и медведи су просперисали. Копнени љењивци, велики глиптодонти и пасанци су дошли на север са стварањем Панамске превлаке.
У Евроазији су се глодари добро развијали, док је смањена дистрибуција примата. Слонови, гомфотерији и стегодонти су били прилично успешни у Азији, а дамани су мигрирали на север из Африке. Разгранатост коња се смањила, док су се тапири и носорози добро развијали. говеда и антилопе су биле успешне, као и неке врсте дева које су биле мигрирале у Азију из Северне Америке. Хијене и ране сабљозубе мачке су се појавиле, придруживши се другим грабљивцима као што су пси, медведи и ласице..
Африком су доминирали копитари, а примати су наставили са својом еволуцијом, с аустралопитекусима (једним од првих хоминида) који су се појавили у касном плиоцену. Глодари су били успешни, а повећале су се популације слонова. Краве и антилопе су се наставиле гранати те заузимати положај свиња међу врстама. Појавиле су се и ране жирафе, а деве су се доселиле из Северне Америке преко Азије. Појавили су се коњи и модерни носорози. Медведи, пси и ласице (из Северне Америке) су се придружили мачкама, хијенама као афрички грабљивци, терајући хијене да се адаптирају у улогу специјализованих лешинара.
У Јужну Америку су се врсте из Северне Америке први пут доселиле након креде, са северноамеричким глодарима и приматима који су се мешали с јужним облицима. Литоптерни и нотоунгулати, јужноамерички домороци, добро су се развијали. Мали грабљивци - куне и коати су мигрирали са севера. Глиптодонти, копнени лењивци и армадиљо су добро напредовали.
Торбари су наставили да буду доминантни аустралијски сисари, с биљоједима као вомбати и кенгури, те великим дипротодонтима. Торбари-грабљивци су наставили да лове у плиоцену, укључујући dasyuride, пасолике thylacine и мачколике Thylacoleo. Стигли су први глодари, док су шишмиши добро напредовали, исто као и океански китови. Модерни чудновати кљунар, из реда кљунара се такође појавио.

## Плиоценски океани
Океани су остали релативно топли током плиоцена, иако су наставили да се хладе. Арктичка ледена капа се формирала те је почела да суши климу и јача хладне плитке струје у Северном Атлантику. Дубоке хладне струје су текле од Антарктика.
Стварање Панамске превлаке пре 3,5 милиона година је прекинуло последње остатке некадашње циркум-екваторијалне струје која је текла од креде до раног кенозоика. То је вероватно допринело глобалном хлађењу океана.
Плиоценски океани су имали доста морских крава, туљана и морских лавова.

## Супернове
Године 2002. астрономи су открили да су пре отприлике 2 милиона година, пред крај плиоценске епохе, група сјајних О и Б звезда званих Скорпијус-Центаурус ОБ асоцијација прошли око 150 светлосних година близу Земље те да се једна или више супернова вероватно догодила у тој групи у то време. Тако велика експлозија могла је оштетити Земљин озонски омотач и изазвати изумирање дела океанског живота (треба узети у обзир да би супернова те величине у то време могла изазвати апсолутну магнитуду као и цела галаксија од 200 милијарди звезда).(Comins, Kaufmann pp. 359)